# Антонюв (Нижньосілезьке воєводство)
Антонюв (пол. Antoniów, нім. Antoniwald) — село в Польщі, у гміні Стара Камениця Єленьоґурського повіту Нижньосілезького воєводства.
Населення — 104 особи (2011).
У 1975-1998 роках село належало до Єленьоґурського воєводства.

## Демографія
Демографічна структура станом на 31 березня 2011 року:
|          | Загалом | Допрацездатний вік | Працездатний вік | Постпрацездатний вік |
| -------- | ------- | ------------------ | ---------------- | -------------------- |
| Чоловіки | 57      | 12                 | 40               | 5                    |
| Жінки    | 47      | 6                  | 33               | 8                    |
| Разом    | 104     | 18                 | 73               | 13                   |